# Paulus
För andra betydelser, se Paulus (olika betydelser).

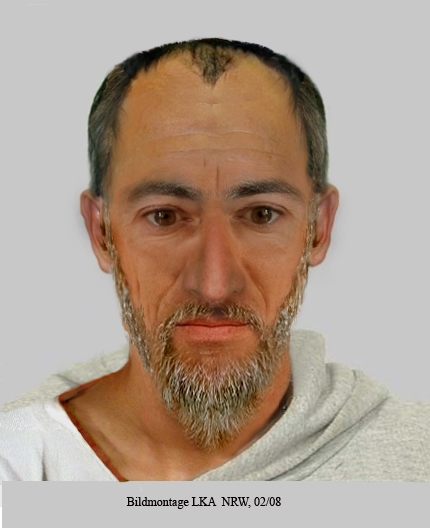
Paulus enligt en fantombild.

Paulus (antik grekiska: Παῦλος, Paulos; hebreiska: שאול התרסי, Saul från Tarsus) född cirka 4 i Tarsus i det romerska kejsardömet, död cirka 64–65 i Rom, troligen avrättad, var en judisk-romersk apostel, missionär, teolog och författare till flera brev som ingår i Nya Testamentet. Han anses ha spelat en mycket stor roll för utformningen och spridningen av den tidiga kristendomen.
De främsta källorna till Paulus åskådning och levnad finns i de brev i Nya Testamentet som tillskrivs honom. Paulus var av judisk börd och härstammade, liksom sin namne Saul, tillika Israels förste kung, enligt egna uppgifter i Romarbrevet 11:1, från patriarken Jakobs yngste son Benjamin. En av skildringarna av Paulus omvändelse och kallelse i Apostlagärningarna har en referens till berättelsen om när David, som då förföljdes av kung Saul, inte använde sig av möjligheten att döda Saul (Första Samuelsboken 26:18, Apostlagärningarna 9:4). Själv beskriver han händelsen i framför allt Galaterbrevet 1:15–16.
Paulus influenser på det kristna tänkandet har hävdats vara mer betydelsefullt än inflytandet från någon annan av Nya Testamentets författare. Inte minst på grund av att han (liksom Petrus i Apostlagärningarna) så tydligt utvecklar den tidigkristna hållningen att tron på och frälsningen i Jesus Kristus gör iakttagandet av halakiska regler (de ceremoniella judiska renlighetslagarna om kost, omskärelse, med mera) onödigt för hedningar (icke-judar) och deras frälsning ("rättfärdiggörelse").
Paulus har i sina texter flera liknelser som anspelar på idrottens och sportens värld, bland annat löpning och boxning.
Paulus helgondag firas den 29 juni, som skall ha varit hans dödsdag.

## Namnet
Det var vanligt att judiska föräldrar i diasporan gav sina barn både hebreiska och grekiska namn. Hans hebreiska namn var Saul (Saulus i 1917 års bibelöversättning). En tid efter sin omvändelse till Kristus, vid tiden för sin resa till Cypern, väljer han att istället använda det grekiska namnet Paulus (egentligen Paulos). Namnet Saul och det grekiska namnet Paulus används båda i Nya Testamentet. Namnet Paulus används dock oftare då Nya Testamentets grundspråk är grekiska.

## Biografi
De viktigaste källorna till kunskap om Paulus liv och verksamhet är hans egna brev i Nya Testamentet. Enligt Apostlagärningarna föddes Paulus i Tarsus i Kilikien, Cilicia på latin. Han innehade romerskt medborgarskap, var av judisk börd och tillhörde Benjamins stam. Han var farisé och utbildad i den judiska lagen, enligt Apostlagärningarna av den judiske läraren Gamaliel i Jerusalem.
Som farisé var Paulus mycket nitisk och förföljde ivrigt den tidiga kristna kyrkan. Han deltog som åskådare när Stefanos stenades och skaffade sig tillstånd att själv åka till Damaskus för att bevaka de kristna där. På vägen dit mötte han, enligt Apostlagärningarna, Jesus i en uppenbarelse och omvändes till kristendomen. I sina brev ger Paulus endast sparsamma upplysningar om detta.

### Paulus missionsresor
Från cirka år 45 genomförde Paulus tre längre missionsresor runt Medelhavet, och det var under dessa en del av breven skrevs. I varje stad predikade han först i synagogan och därefter vände han sig till hedningarna, de icke-judiska. 

### Fångenskap och död
Efter tolv år reste Paulus åter till Jerusalem där han fängslades av den romerska kommendanten. Som romersk medborgare kunde han överklaga och efter två år i fängelse i Caesarea skickades han till Rom. På väg till Rom led han skeppsbrott på Malta, enligt traditionen på den maltesiska ön Saint Paul's Islet. På Malta blev han biten av en giftig orm utan att ta skada och han är därför skyddshelgon för ormbitna.
Väl framme i Rom sattes han i husarrest i två år, där han kunde ta emot besök och skriva brev. Enligt en del kristna traditioner släpptes han fri och besökte Efesos igen eller for till Spanien, vilket författaren till det s.k. Första Clemensbrevet (c:a år 100) påstår. I samband med husarresten, eller efter att ha återvänt till Rom, fängslades och avrättades han. Eftersom han var romersk medborgare fick han bli avrättad genom halshuggning med svärd. Hans avrättning omkring år 64 omnämns inte i Nya Testamentet men omskrivs i andra källor. Enligt traditionen skedde detta på vägen mot Ostia, där kyrkan San Paolo alle Tre Fontane nu är belägen. Namnet tre fontäner har platsen fått därför att det enligt legenden sprang fram tre vattenkällor på de tre ställen där Paulus huvud studsade efter halshuggningen. Källorna var kända under förkristen tid som Aquae Salviae.
I den apokryfa skriften Paulus och Theklas gärningar beskrivs Paulus som liten, skallig och hjulbent, med lång näsa och sammanvuxna ögonbryn.

## Minne

### Reliker
Paulus stoft fördes enligt legenduppgifter till en närbelägen villa som tillhörde en förnäm romersk dam vid namn Lucina. Över graven byggde Konstantin den store en liten kyrka som kejsarna Valentinianus II och Theodosius I ersatte med basilikan San Paolo fuori le Mura. Hälften av hans reliker placerades där och den andra hälften i Peterskyrkan. Hans huvud finns tillsammans med Petrus huvud i Lateranbasilikan. I kyrkan San Paolo alla Regola, som enligt traditionen är byggd på den plats Paulus bodde, finns en relik av en arm. Det finns reliker även i andra romerska kyrkor samt i Tarsus, London, Münster, Frankfurt, Korvey, Malta, Saragossa och Utrecht.

### Helgondagar
Att Petrus och Paulus har gemensam helgondag den 29 juni kan ha lett till en legend att de avrättades på samma dag. Enligt en annan tradition beror den gemensamma helgondagen på att deras stoft tillfälligt flyttades den 29 juni 258 för att skydda dem från kejsar Valerianus.
Påve Hadrianus I (772–795) flyttade Paulus helgondag till den 30 juni för att Petrus och Paulus skulle få varsin dag, men 1969 firas de två samtidigt igen.
Den 25 januari firas Paulus omvändelse till kristendomen. Omvändelsedagen, som också kallas Pålsmässa, började firas i Frankrike på 500-talet när en del av hans reliker flyttades dit. Den började inte firas i Rom förrän på 1000-talet. En årlig Pålsmässomarknad arrangeras sedan gammalt i Hedemora.
En annan fest med anknytning till Paulus och Petrus har under vissa tider hållits den 15 juli. Festen kallades apostlarnas åtskiljande och hölls till minne av den dag när apostlarna skickades ut över världen efter Jesu uppståndelse. Den dagen hade sitt ursprung i att Petrus och Paulus reliker hade blandats så att ingen visste vilka som hörde till vem. Påven Sylvester I fick en uppenbarelse som sade de minsta är fiskarens och de största är predikarens, där fiskaren är Petrus och predikaren är Paulus.
Andra Paulusfester har varit 16 april, förflyttning av huvudet, 6 juli, första ankomsten till Rom och 1 september när han fick synen tillbaka. I det nutida katolska kyrkoåret ingår endast firande av hans omvändelse den 25 januari, Petrus- och Paulushögtiden den 29 juni och invigningsdagen för Petrus- och Paulusbasilikorna i Rom den 18 november.

### Attribut
I konsten framställs Paulus ofta som skäggig och skallig samt med ett svärd, eftersom han avrättades med ett svärd. Han framställs också med en bok eller tre fontäner. De tre fontänerna kommer från legenden om att hans huvud studsade tre gånger vid hans halshuggning. På platserna där huvudet studsade sprang det fram tre källor. Han avbildas också med de tolv apostlarna och då oftast på Mattias plats.

## Betydelse för kristendomen

### Teologi
Paulus kallas för kristendomens första teolog och hans teologi kallas paulinism. Det var han som teoretiserade innehållet i den kristna tron på Jesus offerdöd och hans uppståndelse. Central i hans förkunnelse var tanken att Jesus var Messias som hade tagit på sig allas synder i människornas ställe, vilket möjliggjort rättfärdiggörelsen och frälsningen. Paulus menade att människosläktet var drabbat av synd och död på grund av att människorna var Adams efterkommande, en lära som i vidareutvecklad form fick stort inflytande över medeltida kristendom genom Augustinus. Människor var dock, enligt Paulus, fria från Guds dom genom Jesus död på korset och valet att tro på detta. Åtminstone icke-judar var därmed fria från plikten att leva efter en lag; goda handlingar var i stället en frukt av den heliga Andens verkande i dem. Enligt Paulus ingick de kristna ett nytt förbund med Gud, och det var dopet och inte omskärelsen som var tecknet. Paulus menade dock att lagen hade haft en funktion i ett frälsningshistoriskt perspektiv – den avslöjade människans benägenhet att synda och visade därmed på behovet av frälsning. Det innebar inte att Paulus menade att det går att leva hur som helst så länge Jesus erkänns som Messias. I till exempel Första Korintierbrevet, 1 Kor 6:9, står det "Ingen orättfärdig skall få ärva Guds rike" och därefter räknas flera handlingssätt som Paulus menar är oförenliga med det kristna livet.
Paulus förkunnelse väckte stor debatt i den tidiga kristna kyrkan som var en blandning av hedniska kristna och judiska kristna. Vid apostlamötet i Jerusalem år 49 debatterades om hedniska kristna skulle var tvungna att följa den judiska torahn. Det avgjordes i stort sett till Paulus fördel; de måste endast avstå från avgudadyrkan, otukt, blod och köttet av kvävda djur. Förbudet att förtära blod iakttogs ännu under några århundraden.
Paulus verkade efter sin omvändelse (inemot 30-talets mitt) som missionär i Syrien, Mindre Asien, Cypern och Grekland. Hans betydelse för den tidiga kristendomens utbredning kan knappast överskattas. I sitt kända tal inför Areopagen, så som Lukas gestaltar och återger det i Apostlagärningarna, kapitel 17, anknyter han till den grekiska seden att uppföra altaren till en okänd gud, "Agnostos theos". Paulus säger att det är denne okände Gud han vill presentera för dem. Bland annat denna referens används gärna av missiologer och exegeter som argument för att Paulus använde kontextualisering som metod.

### Nytestamentliga brev som tillskrivs Paulus
De tretton brev i Nya Testamentet som går under Paulus namn brukar delas in i olika kategorier, exempelvis följande:
De stora breven
- Romarbrevet
- Första Korinthierbrevet
- Andra Korinthierbrevet
- Galaterbrevet

Fångenskapsbreven
- Efesierbrevet
- Filipperbrevet
- Kolosserbrevet

Pastoralbreven
- Första Timotheosbrevet
- Andra Timotheosbrevet
- Titusbrevet

Övriga brev
- 1 Thessalonikerbrevet
- 2 Thessalonikerbrevet
- Filemonbrevet

Denna indelning är inte kronologisk. Den ordningsföljd i vilken breven står i Nya Testamentet går troligen tillbaka på en samling Paulusbrev från Rom, där Romarbrevet och de två andra långa breven, Första och Andra Korinthierbrevet, stod först. Den ungefärliga kronologiska ordningen mellan de brev som allmänt inom nutida forskning anses vara skrivna av Paulus själv är följande:
- 1 Thessalonikerbrevet
- Galaterbrevet
- 1 Korinthierbrevet
- 2 Korinthierbrevet
- Filipperbrevet
- Romarbrevet
- Filemonbrevet

Äktheten är dock omdiskuterad för vissa av Paulusbreven. Praktiskt taget alla nutida forskare räknar med att Romarbrevet, de båda Korinthierbreven, Galaterbrevet, Filipperbrevet, Första Thessalonikerbrevet och Filemonbrevet verkligen skrevs av Paulus själv (eller genom en sekreterare) under hans livstid. När det gäller de övriga breven råder delade meningar. Särskilt pastoralbreven brukar antas vara skrivna av en Paulusanhängare någon generation efter apostelns livstid. Detta i enlighet med ganska utbredd praxis i antiken att skrifter som var avfattade i en vördad lärares anda och kanske innehöll material från denne kunde tillskrivas denne lärare.